# Scaled and Icy
Scaled and Icy šesti je studijski album američkog glazbenog dua Twenty One Pilots. Album je objavljen 21. svibnja 2021. godine, a objavile su ga diskografske kuće Fueled by Ramen i Elektra.
Naziv albuma anagram je rečenice "Clancy is dead", što je referenca na protagonista prijašnjeg albuma sastava, Trench.

## Pozadina i produkcija
Dana 4. ožujka 2019. godine, pet mjeseci nakon objave albuma Trench, duo je potvrdio da rade na novom albumu. O mogućoj temi, frontmen Tyler Joseph rekao je, "postoji lik o kojem se još nije govorilo ni u jednom albumu, koji igra veliku ulogu u naraciji o kojem će očito trebati pripovijedati". Dana 9. travnja 2019. godine, duo je objavio pjesmu "Level of Concern", koja je prva pjesma nakon objave albuma Trench. Pjesma ohrabruje slušatelja da ne gubi nadu tijekom teških vremena, što se posebno odnosi na pandemiju COVID-19. U svibnju 2020. godine, Joseph je rekao kako nije siguran hoće li nastaviti priču Trencha ili krenuti na nešto sasvim novo, objasnivši: "Pomalo mi je teško opet opustiti se u priču s Trencha i na čemu smo radili do tog trenutka, a da nismo bili tamo, bez turneja, bez nastupa uživo, bez interakcije s našim obožavateljima."
Scaled and Icy je i napisao i većinski producirao sam Joseph u njegovom kućnom studiju tijekom COVID-19 pandemije, dok je bubnjar Josh Dun radio na zvuku bubnjeva. Dun u studenom 2020. godine rekao kako još uvijek rade na albumu, dok su i Joseph i on na drugim lokacijama. O procesu snimanja, rekao je, "obojica radimo u svojim studijima, što je dobro, pa on osmisli dosta toga kod sebe, pošalje mi to, i onda ja osmislim nešto kod sebe, pa pošaljem njemu nazad".

## Objava i promocija
Duo je počeo promovirati album u siječnju 2021. godine, ažuriranjem naslovne fotografije na društvenim mrežama, koja prikazuje dvojac u novom ruhu, iza prazne bine. Sljedeći mjesec Joseph je objavio fotografiju na svoju Instagram priču, koja prikazuje njega s psi simbolom poviše njegova desna oka. Dana 2. travnja 2021. godine, odbrojavanje je započelo na stranici dmaorg.info— stranici na kojoj sastav dijeli priče i datoteke koje se ubrzo brišu. Kada je odbrojavanje isteklo nakon tri dana, tri postera pojavila su se na stranici, koji su otkrili ime albuma, Scaled and Icy i "iskustvo uživo preko video-prijenosa" zakazano 21. svibnja 2021. godine. Prvi singl albuma naziva "Shy Away" premijerno je objavljen na BBC Radiju 1, dana 7. travnja. Glazbeni video ubrzo je objavljen. Drugi singl, "Choker", premijerno je prikazan samo za obožavatelje s pretplatom, na stranici sastava. Kasnije je objavljen svima 30. travnja.

## Popis pjesama
Sve pjesme napisao je Tyler Joseph.
| 1.    | »Good Day«        | 3:24 |
| 2.    | »Choker«          | 3:43 |
| 3.    | »Shy Away«        | 2:55 |
| 4.    | »The Outside«     | 3:36 |
| 5.    | »Saturday«        | 2:52 |
| 6.    | »Never Take It«   | 3:32 |
| 7.    | »Mulberry Street« | 3:44 |
| 8.    | »Formidable«      | 2:56 |
| 9.    | »Bounce Man«      | 3:05 |
| 10.   | »No Chances«      | 3:46 |
| 11.   | »Redecorate«      | 4:05 |
| 37:38 |                   |      |

## Zasluge
Zasluge prepisane s albuma Scaled and Icy.
Twenty One Pilots
- Tyler Joseph – vokali, glasovir,  bas-gitara, sintisajzer, gitara, orgulje, ukulele, programiranje, produciranje, tekstopisac
- Josh Dun – bubnjevi, udaraljke, inženjer zvuka bubnjeva

Ostalo osoblje
- Mike Elizondo – produciranje (pjesama 1 i 7)
- Greg Kurstin – produciranje (pjesme 5)
- Paul Meany – dodatno produciranje (pjesme 5), produciranje (pjesme 11)
- Adam Hawkins – miksanje
- Chris Gehringer – mastering
- Matt Pauling – inženjer zvuka bubnjeva (na pjesmama 2 and 6)
- Jay Joseph – gostujući vokali (na pjesmama 6, 9, 10)
- Kyle Schmidt – gostujući vokali (na pjesmama 6, 9, 10)